# سلمان بوت
سلمان بوت (7 أكتوبر 1984 بلاهور في باكستان - ) (بالأردية: سلمان بٹ) (بالإنجليزية: سلمان بٹ) هو لاعب كريكت باكستاني. شارك مع منتخب باكستان للكريكت. أما مع النوادي، فقد لعب مع كلكتا نايت رايدرز وLahore Eagles ‏ وNational Bank of Pakistan cricket team ‏ وLahore Lions ‏.

## وصلات خارجية
- سلمان بوت على موقع إي آس بي آن كريك إنفو (الإنجليزية)